# Lijst van voetbalinterlands Mexico - Wit-Rusland
Deze lijst van voetbalinterlands is een overzicht van alle officiële voetbalwedstrijden tussen de nationale teams van Mexico en Wit-Rusland. De landen speelden tot op heden een keer tegen elkaar: een vriendschappelijk duel op 18 november 2014 in Borisov.

## Wedstrijden
| № | Plaats  | Datum            | Competitie        | Wedstrijd            | Uitslag |
| - | ------- | ---------------- | ----------------- | -------------------- | ------- |
| 1 | Borisov | 18 november 2014 | Vriendschappelijk | Wit-Rusland – Mexico | 3 – 2   |

## Samenvatting
| Competitie        | Totaal gespeeld | Winst Mexico | Gelijk | Winst Wit-Rusland | Doelsaldo Mexico – Wit-Rusland |
| ----------------- | --------------- | ------------ | ------ | ----------------- | ------------------------------ |
| Vriendschappelijk | 1               | 0            | 0      | 1                 | 2 − 3                          |
| Totaal            | 1               | 0            | 0      | 1                 | 2 − 3                          |

## Details

### Eerste ontmoeting
| Vriendschappelijk (Borisov, Wit-Rusland, 18 november 2014): |              | |
| Wit-Rusland | 3 – 2        | Mexico |
| Sjarhej Kisljak 50' Mikalay Signevich 55' Pavel Nyakhaychyk 81' | goals        | 48' Raúl Jiménez 53' Raúl Jiménez |
| Andrej Zygmantovitsj | bondscoach   | Miguel Herrera |
| Sergey Chernik Aleksey Yanushkevich Igor Shitov Sergey Politevich Maksim Valadzko 76' Igor Stasevich 79' Anton Putsila 85' Sergey Kislyak 60' Mikhail Gordeychuk 90' Ilya Aleksievich Nikolay Signevich 57' | opstellingen | Alfredo Talavera 54' José Corona Luis Venegas 70' Miguel Ponce 89' Julio Domínguez Paul Aguilar Hugo Rodríguez 80' Jonathan dos Santos 65' Arturo González Raúl Jiménez Giovani dos Santos |
| Tsimafei Kalachev 57' Stanislav Dragun 60' Siarhei Matveichyk 76' Pavel Nekhaychik 79' Maksim Bordachev 85' Sergey Krivets 90'                                                                              | wissels      | 54' Héctor Herrera 65' Andrés Guardado 70' Carlos Vela 80' Javier Hernández 89' Diego Reyes                                                                                                |
| Ilya Aleksievich 30' Nikolay Signevich 35' Stanislav Dragun 77' | gele kaarten | 76' Héctor Herrera 90' Hugo Rodríguez |
| - Debuut van Maksim Valadzko (BATE Borisov) voor Wit-Rusland. |              | |

FMF · A-internationals · Selecties · Bondscoaches · Statistieken · Mexicaans vrouwenelftal · Olympisch elftal · Mexico U21 · Mexico U20 · Mexico U19 · Mexico U18 · Mexico U17
1920 – 1949 ·
1950 – 1969 ·
1970 – 1979 ·
1980 – 1989 ·
1990 – 1999 ·
2000 – 2009 ·
2010 – 2019 ·
2020 – 2029
Copa América 1993 ·
Copa América 1995 ·
Copa América 1997 ·
Copa América 1999 ·
Copa América 2001 ·
Copa América 2004 ·
Copa América 2007 ·
Copa América 2011 ·
Copa América 2015 · 
Copa América 2016
WK 1930 ·
WK 1950 ·
WK 1954 ·
WK 1958 ·
WK 1962 ·
WK 1966 ·
WK 1970 ·
WK 1978 ·
WK 1986 ·
WK 1994 ·
WK 1998 ·
WK 2002 ·
WK 2006 ·
WK 2010 ·
WK 2014 · 
WK 2018
OS 1928 ·
OS 1948 ·
OS 1964 ·
OS 1968 ·
OS 1972 ·
OS 1976 ·
OS 1992 ·
OS 1996 ·
OS 2004 ·
OS 2012 ·
OS 2016 ·
OS 2020
1923 ·
1924–1927 ·
1928 ·
1929 ·
1930 ·
1931–1933 ·
1934 ·
1935 ·
1936 ·
1937 ·
1938 ·
1939–1946 ·
1947 ·
1948 ·
1949 ·
1950 ·
1951 ·
1952 ·
1953 ·
1954 ·
1955 ·
1956 ·
1957 ·
1958 ·
1959 ·
1960 ·
1961 ·
1962 ·
1963 ·
1964 ·
1965 ·
1966 ·
1967 ·
1968 ·
1969 ·
1970 · 
1971 · 
1972 · 
1973 · 
1974 · 
1975 · 
1976 · 
1977 · 
1978 · 
1979 · 
1980 · 
1981 · 
1982 · 
1983 · 
1984 · 
1985 · 
1986 · 
1987 · 
1988 · 
1989 · 
1990 · 
1991 · 
1992 · 
1993 · 
1994 · 
1995 · 
1996 · 
1997 · 
1998 · 
1999 · 
2000 · 
2001 · 
2002 · 
2003 · 
2004 · 
2005 · 
2006 · 
2007 · 
2008 · 
2009 · 
2010 · 
2011 · 
2012 · 
2013 · 
2014 · 
2015 · 
2016 ·
2017 ·
2018 ·
2019 ·
2020 ·
2021 ·
2022 ·
2023
Albanië ·
Algerije ·
Angola ·
Argentinië ·
Australië ·
België ·
Belize ·
Bermuda ·
Bolivia ·
Bosnië en Herzegovina ·
Brazilië ·
Bulgarije ·
Canada ·
Chili ·
China ·
Colombia ·
Congo-Kinshasa ·
Costa Rica ·
Cuba ·
Curaçao ·
DDR ·
Denemarken ·
Dominica ·
Duitsland ·
Ecuador ·
Egypte ·
El Salvador ·
Engeland ·
Estland ·
Fiji ·
Finland ·
Frankrijk ·
Gambia ·
Ghana ·
Griekenland ·
Guatemala ·
Guyana ·
Haïti ·
Honduras ·
Hongarije ·
Ierland ·
IJsland ·
Irak ·
Iran ·
Israël ·
Italië ·
Ivoorkust ·
Jamaica ·
Japan ·
Joegoslavië ·
Kameroen ·
Kroatië ·
Liberia ·
Luxemburg ·
Marokko ·
Martinique ·
Nederland ·
Nederlandse Antillen ·
Nicaragua ·
Nieuw-Zeeland ·
Nigeria ·
Noord-Ierland ·
Noord-Korea ·
Noorwegen ·
Oekraïne ·
Oezbekistan ·
Panama ·
Paraguay ·
Peru ·
Polen ·
Portugal ·
Qatar ·
Roemenië ·
Rusland ·
Saint Kitts en Nevis ·
Saint Vincent en de Grenadines ·
Saoedi-Arabië ·
Schotland ·
Senegal ·
Servië ·
Slovenië ·
Slowakije ·
Sovjet-Unie ·
Spanje ·
Suriname ·
Trinidad en Tobago ·
Tsjechië ·
Tsjecho-Slowakije ·
Tunesië ·
Uruguay ·
Venezuela ·
Verenigde Staten ·
Wales ·
Wit-Rusland ·
Zuid-Afrika ·
Zuid-Korea ·
Zweden ·
Zwitserland
Angola (2006) ·
Argentinië (2006) ·
Brazilië (1999) ·
Brazilië (2014) ·
Brazilië (2018) ·
Duitsland (2018) ·
Frankrijk (2010) ·
Iran (2006) ·
Kameroen (2014) ·
Kroatië (2014) ·
Nederland (2014) ·
Portugal (2006) ·
Uruguay (2010) ·
Zuid-Afrika (2010) ·
Zuid-Korea (2018) ·
Zweden (2018)
BFF · A-internationals · Bondscoaches · Statistieken · Wit-Russisch vrouwenelftal · Olympisch elftal · W-Rusland U21 · W-Rusland U19 · W-Rusland U18 · W-Rusland U17 · W-Rusland U16
1990 – 1999 · 
2000 – 2009 · 
2010 – 2019 ·
2020 − 2029
1992 · 
1993 · 
1994 · 
1995 · 
1996 · 
1997 · 
1998 · 
1999 · 
2000 · 
2001 · 
2002 · 
2003 · 
2004 · 
2005 · 
2006 · 
2007 · 
2008 · 
2009 · 
2010 · 
2011 · 
2012 · 
2013 ·
2014 ·
2015 ·
2016 ·
2017 ·
2018 ·
2019 ·
2020 ·
2021 ·
2022 ·
2023
Albanië · 
Andorra · 
Argentinië · 
Armenië · 
Azerbeidzjan · 
Bahrein ·
België ·
Bosnië en Herzegovina · 
Bulgarije · 
Canada · 
Cyprus · 
Denemarken · 
Duitsland · 
Ecuador · 
Egypte · 
Engeland · 
Estland · 
Finland · 
Frankrijk · 
Gabon ·
Georgië · 
Griekenland · 
Hongarije · 
Honduras · 
Ierland ·
IJsland · 
India ·
Iran · 
Israël · 
Italië ·
Japan ·
Jordanië · 
Kazachstan ·
Kirgizië · 
Kosovo ·
Kroatië · 
Letland · 
Libië · 
Liechtenstein ·
Litouwen · 
Luxemburg · 
Malta · 
Mexico ·
Moldavië · 
Montenegro · 
Nederland · 
Nieuw-Zeeland ·
Noord-Ierland ·
Noord-Macedonië ·  
Noorwegen · 
Oekraïne · 
Oezbekistan · 
Oman · 
Oostenrijk · 
Peru · 
Polen · 
Roemenië · 
Rusland · 
San Marino · 
Saoedi-Arabië · 
Schotland · 
Slovenië · 
Slowakije · 
Spanje ·
Syrië ·
Tadzjikistan · 
Tsjechië · 
Tunesië · 
Turkije · 
Verenigde Arabische Emiraten · 
Wales · 
Zuid-Korea · 
Zweden · 
Zwitserland